# Elephantomyia curtirostris
Elephantomyia curtirostris är en tvåvingeart som beskrevs av Alexander 1947. Elephantomyia curtirostris ingår i släktet Elephantomyia och familjen småharkrankar. Inga underarter finns listade i Catalogue of Life.